# 高林北町
高林北町（たかはやしきたちょう）は、群馬県太田市にある地名（町丁）。郵便番号は373-0829。

## 概要
沢野地区にある町丁。

## 地理

### 高林北町内の区
高林北町（沢野地区）の行政区の一覧。
| 地区     | 行政区   | 読み                 | 区域         |
| -------- | -------- | -------------------- | ------------ |
| 沢野地区 | 高林北町 | たかはやしきたちょう | 高林北町全域 |

### 近隣町丁
- 岩瀬川町
- 福沢町
- 富沢町
- 牛沢町
- 高林西町
- 高林南町
- 高林寿町
- 下浜田町

## 世帯数と人口
2022年（令和4年）3月31日現在の世帯数と人口は以下の通りである。
| 町丁     | 世帯数  | 人口   |
| -------- | ------- | ------ |
| 高林北町 | 482世帯 | 1132人 |

## 小・中学校の学区
市立小・中学校に通う場合、学区は以下の通りとなる。
| 番地             | 小学校                 | 中学校           |
| ---------------- | ---------------------- | ---------------- |
| 高林北町（全域） | 太田市立沢野中央小学校 | 太田市立南中学校 |

## 交通

### 鉄道
町内に鉄道は通っていない。

### 道路
- 国道354号

## 施設
- 太田市立沢野児童館
- 沢野スポーツ広場
- 太田市立南中学校
- セブンイレブン太田市高林バイパス店